# Gabriel Johnson
Gabriel „Gabe“ Johnson (* 1980) ist ein US-amerikanischer Jazztrompeter und Flügelhornist, der auch im Bereich der Electronica und der Filmmusik tätig ist.
Johnson studierte am New England Conservatory in Boston; danach war er als musikalischer Leiter der Band Blood, Sweat & Tears tätig und arbeitete für Clint Eastwood. Als Solist ist er im Soundtrack der Filme Changeling (2008) und Invictus (2009) zu hören. Ende der 2000er Jahre begann er sich verstärkt mit elektronischer Musik zu beschäftigen; 2010 legte er das Album Fra-ctured (Electrofone Music) vor. Johnson wirkte außerdem bei Aufnahmen von Steve Lockwood (New Orleans Lowdown 2007), Carmen Rizzo (Looking Through Leaves 2010) mit; ebenso beim Soundtrack der Filme August Rush (2007, Regie: Kirsten Sheridan) und Calliope (Regie: Scott Patrick Stoddard).